# Kaapse grasvogel
De Kaapse grasvogel (Sphenoeacus afer) is een zangvogel uit de familie Macrosphenidae.

## Verspreiding en leefgebied
Deze soort komt voor in zuidelijk Afrika en telt vier ondersoorten:
- S. a. excisus: oostelijk Zimbabwe en westelijk Mozambique.
- S. a. natalensis: noordoostelijk Zuid-Afrika, westelijk Swaziland en noordelijk Lesotho.
- S. a. intermedius: oostelijk Zuid-Afrika.
- S. a. afer: zuidwestelijk en zuidelijk Zuid-Afrika.

## Status
De grootte van de populatie is niet gekwantificeerd maar de soort wordt omschreven als plaatselijk algemeen. Op de Rode lijst van de IUCN heeft deze soort de status niet bedreigd.